# 旧石器捏造事件
旧石器捏造事件（きゅうせっきねつぞうじけん）とは、日本の前期・中期旧石器時代の遺物（石器）や遺跡とされていたものが、それらの発掘調査に携わっていたアマチュア考古学研究家の藤村新一が事前に埋設しておいた石器を自ら掘り出すことで発見したように見せていた自作自演の捏造であることが2000年（平成12年）11月に発覚した事件である。捏造が広範囲にわたって行われていたため、事態を重く見た日本考古学協会は藤村を退会処分とした。

## 概要
藤村は1970年代半ばから各地の遺跡で「旧石器発見」を続けていたが、石器を事前に埋めている姿を2000年（平成12年）11月5日付の「毎日新聞」朝刊にスクープされ、不正が発覚した。これにより日本の旧石器時代研究に疑義が生じ、中学校・高等学校の歴史教科書はもとより大学入試にも影響が及んだ日本考古学界最大の不祥事となり、日本国外でも報じられた。火山灰層の年代のみに頼りがちであったことなど、旧石器研究の科学的手法による検証の未熟さが露呈した事件であった。
なお、縄文時代以降では明確な遺構が地下を掘削して造られており、土の性格から直ちに真偽が判断可能なため、捏造は不可能である。

## 経緯
2000年11月の発覚当時、藤村は民間研究団体「東北旧石器文化研究所」の副理事長を務めていたが、彼が捏造を開始したのは1970年代半ば、1975年に結成された宮城県の旧石器研究グループ「石器文化談話会」にアマチュアの考古学愛好者として近づいた時からだった。同会は、日本における前期旧石器の存在の可能性をかねてより唱えていた芹沢長介東北大学教授の門下生・岡村道雄をリーダーとした考古学者らと、藤村のような在野の考古学愛好者、学生らから成る発掘調査チームだった。彼は捏造発覚までの約25年間、周囲の研究者が期待するような石器を、期待されるような古い年代の土層（ローム層）から次々に掘り出して見せ、そのことによってグループにとって欠かせない人物として評価され、後に「神の手」と呼ばれるまでになった。また、そうした「考古学的大発見」を町興しや観光につなげたい地元関係者からも歓迎された。
しかし、「発見」された遺物の9割方は、彼自身の手によって表面採集されたり発掘されたものであり、他人の手によって発掘されたものは、彼があらかじめ仕込んでおいたものとされている。彼が掘り出して見せたり、埋められていた石器は、自らが事前に別の遺跡の踏査を行って集めた縄文時代の石器がほとんどであると考えられている。ただし、それらの遺跡は東北地方のどこかのはずだが、完全に追跡され、突き止められるには至っていない。捏造された「偽遺跡」は、宮城県を中心とし、一部北海道や南関東にまで及んでいる。また、藤村が関与した遺跡の大半で発掘調査報告書が提出されていないことや報告書の内容が不十分なことも発覚した。
毎日新聞のスクープで指摘されたのは、宮城県の上高森遺跡および北海道の総進不動坂遺跡だったが、彼のかかわった全ての遺跡について再点検が行われ、彼のかかわった「石器」の多くに発掘時の「がじり」ではありえない傷や複数回にわたって鉄と擦過した痕跡である「鉄線状痕」などが認められた。また一部の遺跡について再発掘が行われ、掘り残されていた捏造石器が発見されるに及び、捏造が確定するに至った。
このため、上高森遺跡をはじめ、馬場壇A遺跡・高森遺跡など、多くの遺跡が旧石器時代の埋蔵文化財包蔵地（遺跡）としての認定・登録を取り消された（上高森遺跡は包蔵地そのものを抹消、高森遺跡等は別の時代の包蔵地に変更）。また、国の史跡に指定されていた座散乱木遺跡は史跡指定を解除された。
「東北旧石器文化研究所」は民間の研究団体として1992年に設立され、2000年8月24日に宮城県知事より特定非営利活動法人として認証された（理事長・鎌田俊昭（臨済宗妙心寺派不磷寺15代4世住職、学校法人不磷寺学園理事長・八幡花園幼稚園園長））。同研究所は鎌田・藤村らの「石器文化談話会」によって設立された法人組織で、談話会・研究所とも藤村らの活動拠点であった。事件発覚後、藤村は組織を離れたが、藤村の記者会見にも同席した理事長の鎌田俊昭と指導者の梶原洋（芹沢長介東北大学教授の門下生。東北福祉大学教育学部教育学科教授）は2002年、日本考古学協会編『前・中期旧石器問題調査研究特別委員会報告（II）』（2002年5月）の第VI部「旧石器捏造をなぜ見逃したか」第1章（173～185頁）において連名で、
と表明。東北旧石器文化研究所の名義で『上高森遺跡発掘調査報告書：宮城県築館町』（2002年5月）、『袖原3遺跡・中島山遺跡・一斗内松葉山遺跡発掘調査報告書』（2003年3月）、『ひょうたん穴遺跡発掘調査報告書：岩手県岩泉町』（2003年12月）を作成したが、2003年12月に報告書刊行を終えると、翌2004年1月には石器文化談話会・東北旧石器文化研究所ともに解散している。
本事件を取材した毎日新聞取材班が、2001年、第49回菊池寛賞を受賞した。

## 影響
日本列島の「前・中期旧石器」研究は、そのような古い時代の石器は日本にはないだろうという批判を当初は浴びていたが、藤村の発掘成果によって強力な裏づけを得て、1980年代初頭には確立したと宣言され、捏造発覚前は日本の旧石器時代の始まりはアジアでも最も古い部類に入る70万年前までに遡っていたとされた。しかし捏造発覚により、藤村の成果をもとに認められていた日本の前・中期旧石器遺跡の全てである162遺跡が遺跡遺物の認定を取り消され、東北旧石器文化研究所は「学説の根幹が崩れた」と解散に至っている。さらに、捏造遺跡が学会から抹消されるのみならず日本史の検定済教科書の石器に関する記述さえも消されるに及んだ。
また、中国、韓国、北朝鮮といった歴史教科書問題で日本と対立している国々は、それぞれの国内マスコミで本事件を「日本人が歴史を歪曲しているのが証明された」「一研究家だけの問題ではなく、日本人の歴史認識そのものに原因がある」と大々的に報道した。また、藤村の捏造発覚の翌年の2001年、週刊文春が大分県の聖嶽洞穴についても捏造の疑いありと3度にわたって誌面で展開し、この影響で発掘責任者であった賀川光夫が文春に対し、抗議の自殺をする事態が発生した。

## 原因
小田静夫、竹岡俊樹などの考古学者が早くから藤村の「発見」に疑問を呈していたにもかかわらずなぜ長期間誤謬がまかり通ったのかについて、日本考古学協会は事件発覚の翌2001年6月、「前・中期旧石器問題調査研究特別委員会」を構成し事件の調査にあたり、捏造を断定している。2003年5月には藤村が関与する遺跡延べ170か所、石器資料3,500点の検証報告書が刊行され、「前・中期旧石器遺跡」は消滅した。
冷静にそれらの「石器」や出土状況を観察してみると、火砕流の中から出土するなど、不可解で不自然な遺物や遺跡であった事が明確だったわけだが、当の研究グループは都合のいい解釈をあてることでそれら事実を無視し続けた。中には数十キロも離れた遺跡から発見された石器の切断面が偶然一致した、というような信じがたい発見もあった。
発掘成果が出ない日が続いても、藤村到着の翌日か翌々日には「大発見」がある事や、「大発見」がゴールデンウィーク中に集中している事、「大発見」が藤村のいる時に集中していた事など不自然な点は岡村道雄も疑っていたが、調査や批判などは行っていない。また現場で発掘作業する考古学愛好家の一部からも「大発見」に疑いが出ていた。しかし一介のアマチュアが証拠や確証も無く疑義を唱える事すら憚られる状況（ハロー効果）となっており、反証・反論を行うにはリスクが大きかった。これはのちに発掘作業に参加していた角張淳一（当時、遺物整理・図化・分析会社アルカ代表）が竹岡俊樹に示した見方である。
日本国政府も関連遺跡を国の史跡に指定したり、石器を文化庁主催の特別展に展示するなど、周囲にこれら研究を無批判に歓迎し後押しする存在が多くあったことは事件を助長し、幇助させる役割が非常に大きかった。特に文部省には上高森遺跡について「報告書も出ていない遺跡が、なぜ教科書に載るのか」と批判が集中した。
本来、人類の普遍的価値遺産として扱われるべき歴史的事物について、その多くが観光資源の観点に偏るかたちで地域住民に認識され、商業的な効果を優先させるように取り扱われてきた実態が、今回の事件発覚によって明らかになった。
「前・中期旧石器」の研究が活発であった当時は批判が難しく、1986年の小田静夫、チャールズ・T・キーリーによる批判論文以後、再び反論が開始されるのは1998年の竹岡俊樹の論文1点、及び2000年発覚前の角張淳一と竹花和晴の2名に限られる。考古学界は捏造発覚以前の25年間、捏造を批判した学者や研究者を排斥したり圧力を加える事によって、事実上の学会八分（村八分）にして、捏造批判の声が噴出する気運を押さえつけた。例えば1980年代初頭、東京都教育庁の小田静夫（とキーリー）らが科学的根拠が疑わしく、軽石の降下や水害が相次ぐ土地に連綿と移住した要因が不明であり、発掘された石器の殆どは水平に埋設している上に単品で出土している、と指摘していた。1998年以後の批判の要点は、問題の石器資料群が、本来あるべき前期や中期の石器として「おかしい」という批判である。こうした正当な批判は、2000年11月5日の毎日新聞によるスクープまで、学界として省みられることはなかった。
なお、日本考古学協会前・中期旧石器問題調査特別委員会最終報告後に藤村の捏造の範囲は旧石器時代を越え、縄文時代にも及ぶことが明らかにされた。
岐阜大学の田中嘉津夫名誉教授も、本事件を「石器の科学的な年代同定は埋まっていた土層の年代測定によるしかない」という手法の弱点を突いたものとしている。

## その後
捏造事件により、人類が日本列島へ到達した時期は、後期旧石器時代に当たる3万8000年前頃までに巻き戻されることとなった。しかし、一方で捏造に関係していない旧石器時代遺跡の調査は事件後も続けられており、新たな石器が発見されるなどの成果が見え始めている。

## 関連書籍
- 立花隆『緊急取材・立花隆、「旧石器発掘ねつ造」事件を追う―立花隆・サイエンスレポートなになにそれは?』（朝日新聞社、2001年3月)
- 安斎正人『前期旧石器再発掘―捏造事件その後』（同成社、2007年10月)
- 角張淳一『旧石器捏造事件の研究』（鳥影社、2010年5月13日)
- 岡村道雄『旧石器遺跡捏造事件』（山川出版社、2010年11月)
- 松藤和人『前期旧石器遺跡発掘捏造事件』（雄山閣、2010年11月)
- 上原善広『石の虚塔: 発見と捏造、考古学に憑かれた男たち』（新潮社、2014年8月12日)
- 竹岡俊樹『考古学崩壊 前期旧石器捏造事件の深層』（勉誠出版、2014年9月18日)
- 上原善広『発掘狂騒史 「岩宿」から「神の手」まで』（新潮社、2017年1月28日）